# Pteroclava
Pteroclava är ett släkte av nässeldjur. Pteroclava ingår i familjen Cladocorynidae.
Kladogram enligt Catalogue of Life:
| Pteroclava | \| \| Pteroclava crassa \| \| \| \| \| \| Pteroclava krempfi \| \| \| \| |
|            | \| \| Pteroclava crassa \| \| \| \| \| \| Pteroclava krempfi \| \| \| \| |
|            | Cladocoryne                                                              |
|            |                                                                          |
|            | Cladocorynopsis                                                          |
|            |                                                                          |
|            | Pteroclava crassa                                                        |
|            |                                                                          |
|            | Pteroclava krempfi                                                       |
|            |                                                                          |

|  | Pteroclava crassa  |
|  |                    |
|  | Pteroclava krempfi |
|  |                    |